# Kotsifou-Schlucht

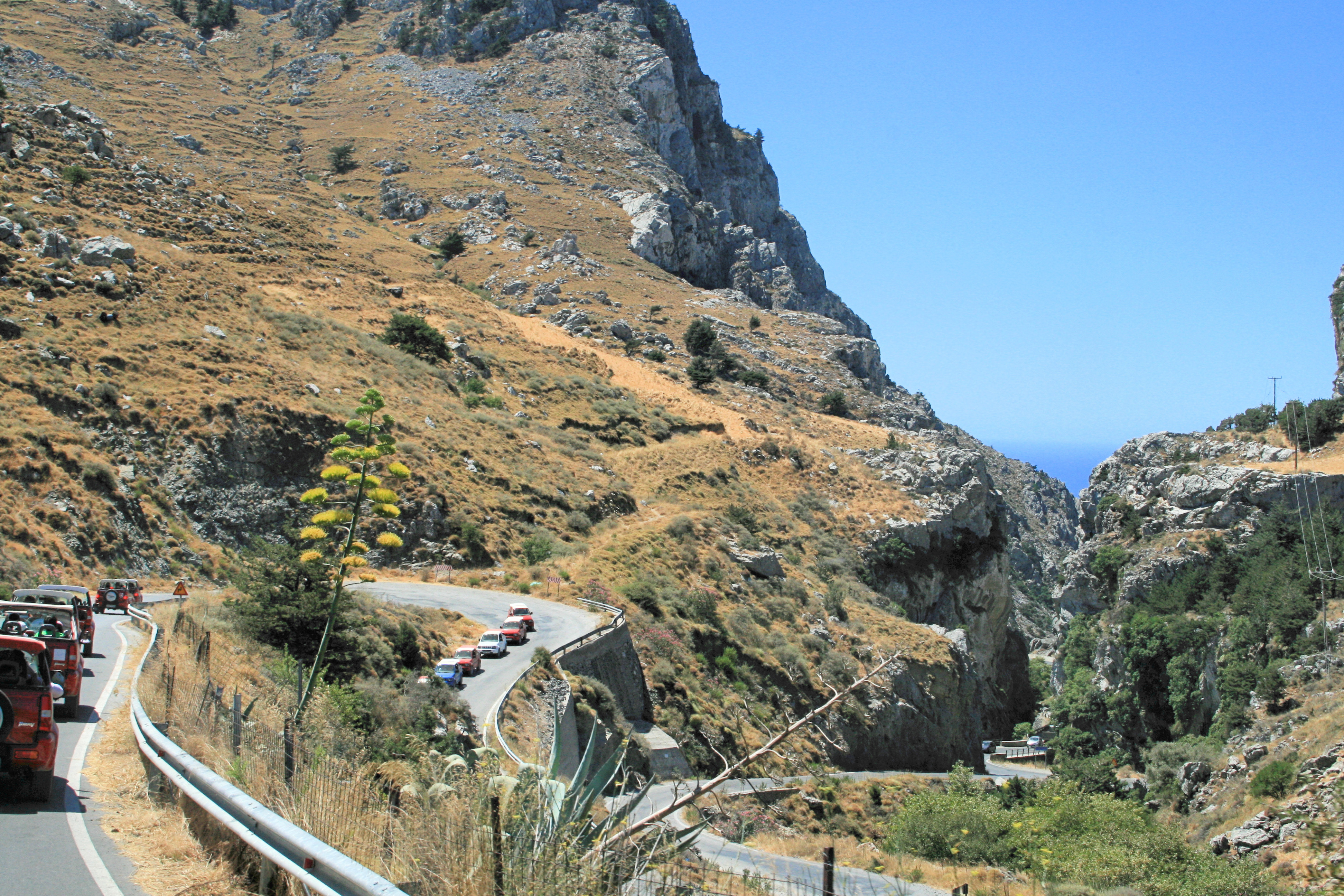
Nördliche Serpentinenzufahrt

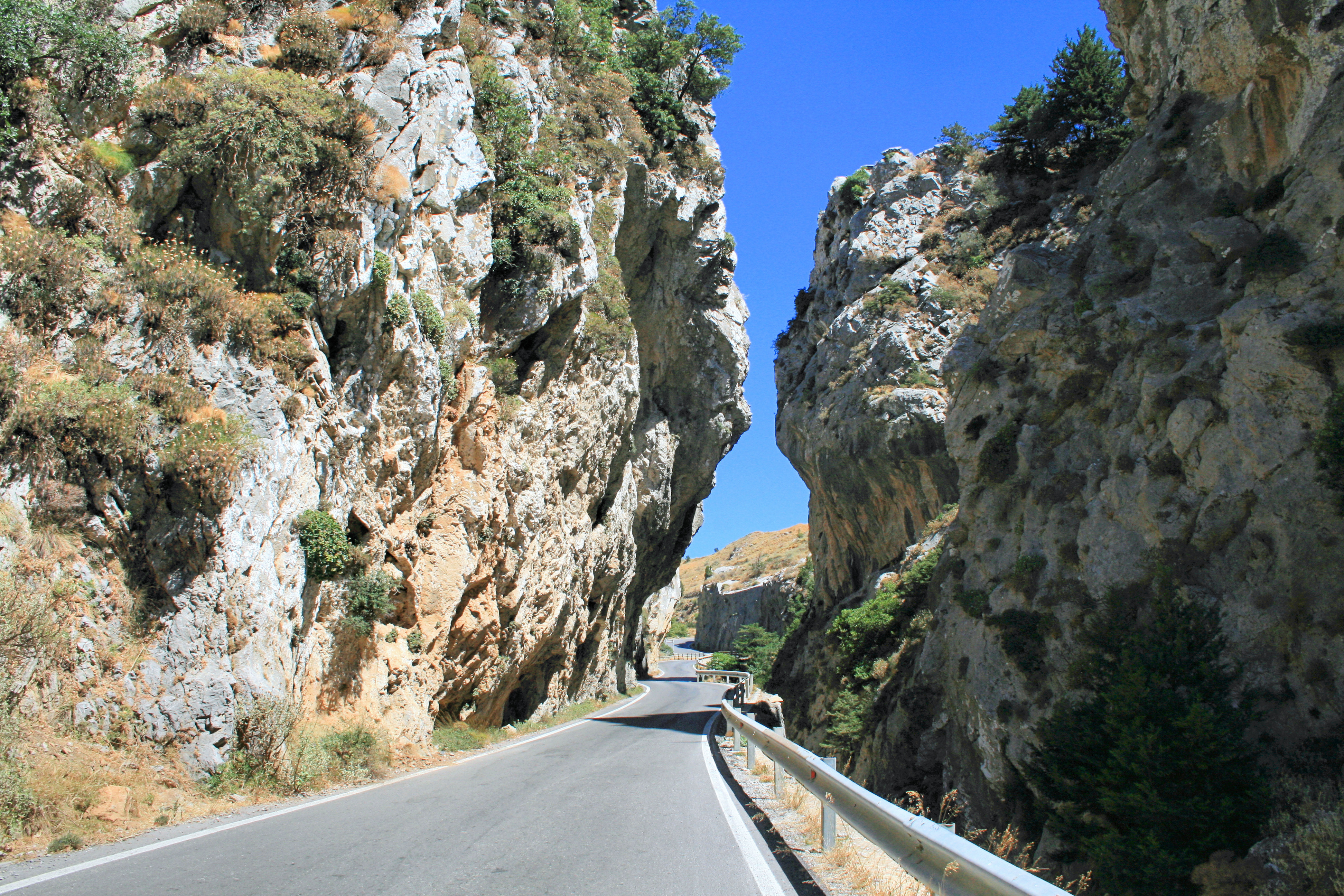
In der Kotsifou-Schlucht

Die Kotsifou-Schlucht (griechisch Φαράγγι κοτσιφού, „Amselschlucht“) befindet sich im Regionalbezirk Rethymno auf der griechischen Insel Kreta. Sie ist etwas westlich der Kourtaliotiko-Schlucht der zweite große Durchbruch eines Bergbaches durch das Kouronaos-Massiv zur Südküste der Insel auf dem Gebiet der Gemeinde Finikas. Beide Schluchten sind auf Straßen durchfahrbar.
Die Landstraße, die von Norden kommend durch die Schlucht führt, wurde erst in den 1960er Jahren asphaltiert. Sie verbindet die Bezirkshauptstadt Rethymno sowohl mit der Hafenstadt Chora Sfakion als auch mit dem Touristenort Plakias. Der Bach durch die Schlucht führt normalerweise zur warmen Jahreszeit kein Wasser.
Die Schlucht bildet bei Nordwind eine lokale Wetterscheide. Südlich zum Meer hin wird der Wind durch Fallwinde und Düseneffekt verstärkt, nördlich der Schlucht ist es zur gleichen Zeit im Windstau der Berge oft fast windstill. Auch die Regenmenge und -häufigkeit ist sehr unterschiedlich.
Der nördliche Einstieg in die Schlucht ist bei der Ortschaft Kanevos auf zirka 450 Meter Höhe. Nach einigen Serpentinen gelangt man zu einer Engstelle, an der sich die überhängenden Felswände fast zu berühren scheinen. Weiter nach unten erweitert sich die Schlucht und gibt den Blick auf die Bucht von Plakias frei. Links und rechts bilden die kargen, über 200 Meter hohen Wände der Schlucht einen reizvollen Kontrast zur grünen Landschaft im Norden.

## Felssturz im März 2024

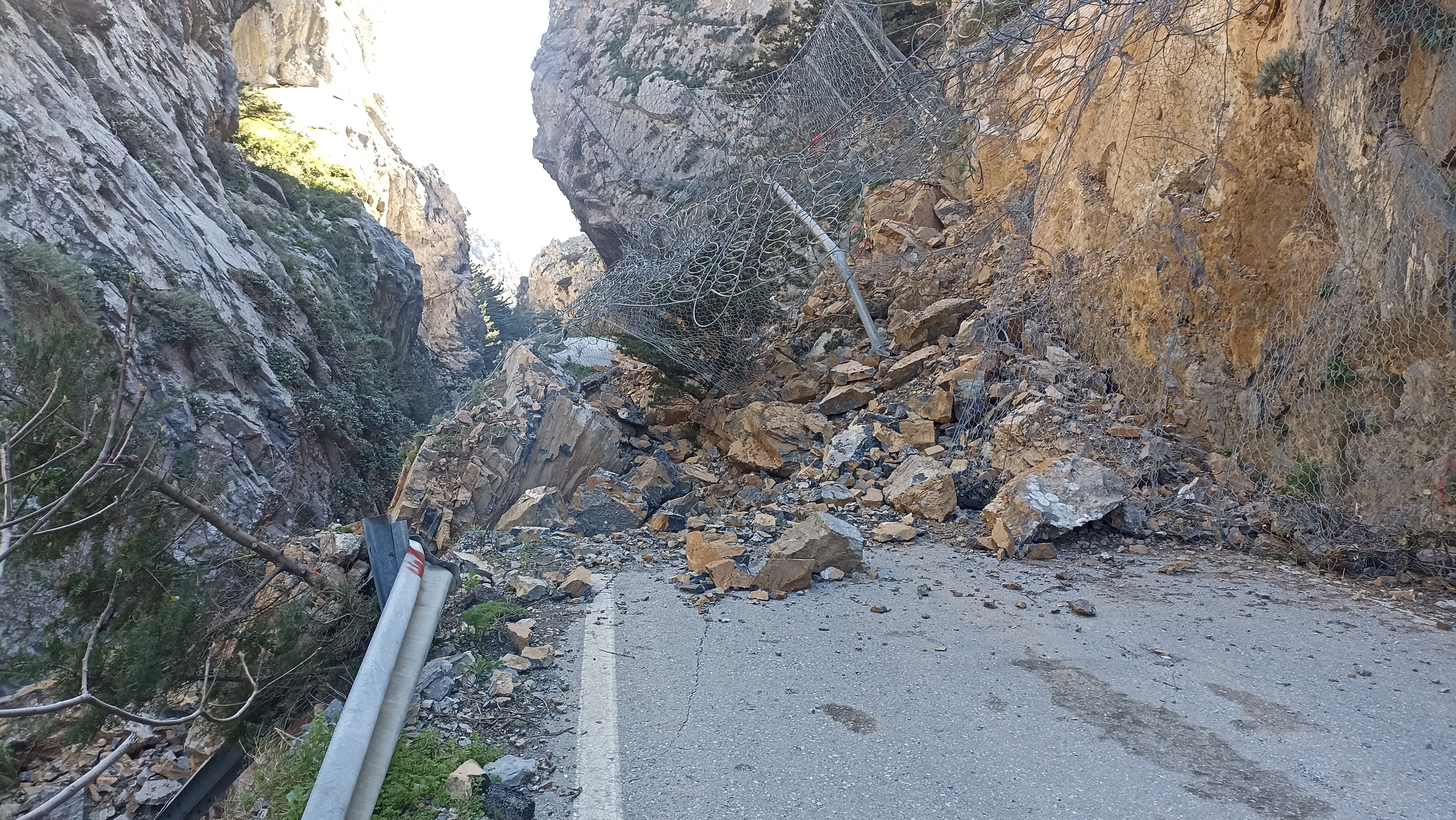
Felssturz Kosifou Schlucht Kreta März 2024

In der Nacht zum 13. März 2024 ging nahe des nördlichen Schluchteingangs ein massiver Felssturz nieder. Knappe 4 Wochen nachdem monatelange Sicherungsarbeiten beendet worden waren, die den westlichen Abhang der Schlucht mit Stahlnetzen sicher sollten, brach ein großes, keilförmiges Stück der Felswand los, riss die Sicherungsnetze mit sich und zerstörte die darunterliegende Straße samt ihres Unterbaus. Eine Expertenkommission soll berufen werden, um zu klären, ob und wie die Straße wieder sicher befahrbar gemacht werden kann und auch, ob eventuell die Sicherungsarbeiten selber den Felssturz ausgelöst haben könnten.